# Curva de luz

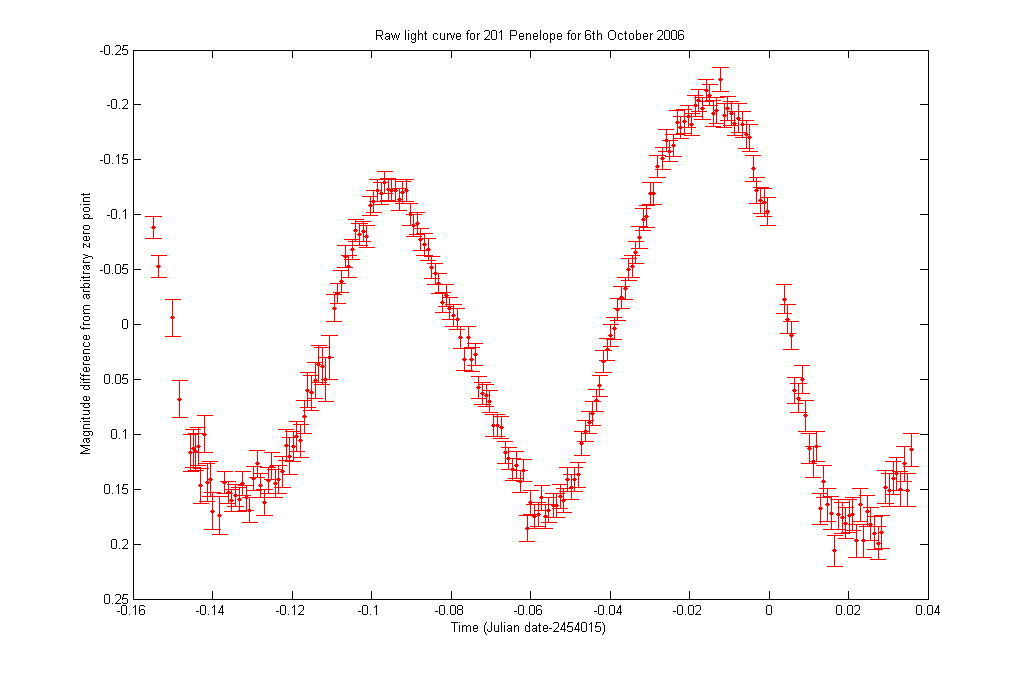
Curva de luz del asteroide 201 Penelope basada en imágenes tomadas el 6 de octubre de 2006 en el Observatorio Universitario Mount John. Muestra algo más de una rotación que dura 3,7474 horas.

En astronomía, una curva de luz es una gráfica de la intensidad de luz de un objeto celeste o región, en función del tiempo. La curva de luz se suele construir a partir de luz de una región particular del espectro o banda fotométrica: por ejemplo banda B, con filtro azul o banda V, con filtro verde.
Las curvas de luz pueden ser periódicas, como en el caso de binarias eclipsante, estrellas cefeidas y otras estrellas variables, o aperiódicas, como la curva de luz de una nova, una estrella variable cataclísmica o una supernova.
El estudio de las curvas de luz, junto con otras observaciones, pueden proporcionar gran cantidad de información sobre los procesos físicos que las producen o constreñir teorías físicas sobre ellas.
En planetología, una curva de luz puede ser usada para estimar el periodo de rotación de un planeta menor o una luna. Desde la Tierra muy a menudo no es posible resolver un objeto pequeño de nuestro sistema solar, incluso con los telescopios más potentes, ya que el tamaño angular aparente del objeto es más pequeño que un píxel de una cámara CCD. Por eso, los astrónomos miden la cantidad de luz producida por el objeto en función del tiempo (la curva de luz). Observando los picos de la curva de luz se puede estimar la frecuencia de rotación del objeto, asumiendo que hay partes del objeto que son más brillantes u oscuras que la media.